# 안동교회 (안동시)
안동교회(安東敎會)는 대한민국 경상북도 안동시 화성동에 위치한 대한예수교장로회(통합) 경안노회 소속의 교회이다.

## 역사

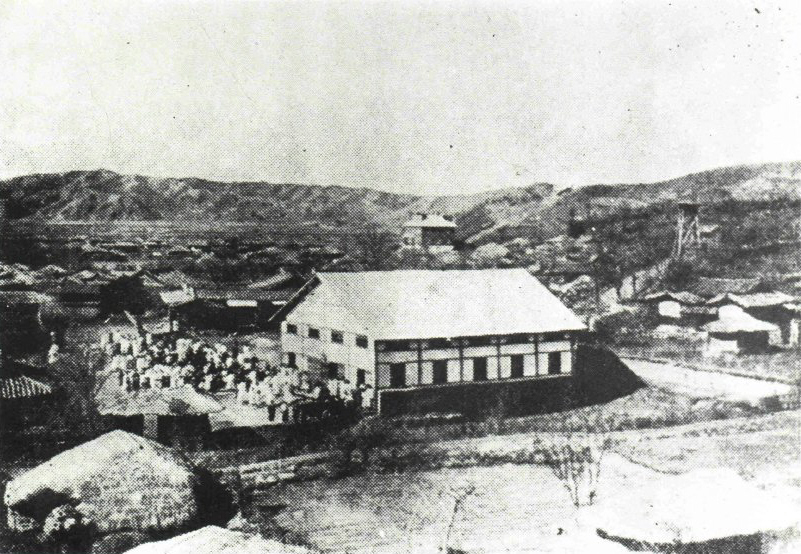
1914년경의 안동교회

1909년에 안동 지역에서는 최초로 세워진 교회 중 하나다. 영남 지역에서는 부산의 배위량, 대구의 안의와가 1890년대부터 선교를 시작했다. 이들이 인근 안동에도 순행을 와서 전도를 시작하면서 교회가 세워지기 시작하였으며, 1908년에는 안동선교부가 설치되어 소텔(C. C. Sawtell) 선교사가 주재하게 되었다.
이렇게 차츰 신자가 늘어나자 1909년에 초가집에서 신자 7인이 모여 예배를 드린 것이 안동교회의 창립으로 이어졌다. 1911년에는 광석동 214번지에 ㄱ자 초가 11칸 예배당을 신축하였고 1913년 11월부터 1914년 2월까지 화성동 151번지 현 안동교회 부지에 목조함석 예배당을 신축하였다. 1936년부터 1937년까지 현 안동교회 본당인 석조 2층 예배당을 신축하고 1959년에 증축하였다. 2008년 4월 25일 백주년 기념관 기공식을 가졌으며 2009년 4월에 준공예정인 안동교회는 현재 교회 100주년을 향하여 가고 있다.
안동교회는 1919년 안동지역 3.1만세 운동을 주도하였으며 이로 인하여 안동교회 교인 9명이 복역하였고, 1921년에는 국내 최초로 기독청년면려회가 조직되는 등 선구적인 활동을 하였다. 민주화 운동이 확장되던 1980년에는 장청 선교교육대회를 주관하며 명실공히 민족과 함께 하는 교회로서 그 역할을 감당해 왔다.
안동지역 개신교회의 모교회인 안동교회는 수많은 교회들을 분립 개척하였을 뿐 아니라 타교파와 타 교단 개척에도 많은 도움을 주어 안동지역의 교세 확장에 큰 영향력을 발휘하였다. 교육에도 남다른 열정을 보이며 안동지역 최초로 사립유치원인 안동유치원을 1948년 개원하였으며 장학사업에도 적극적으로 지원을 아끼지 않고 있다.
초대 담임목사로는 평양신학교 출신인 김영옥 목사가 시무하였으며, 태평양 전쟁 종전 시점에 담임목사였던 김광현목사가 미군정에서 안동군 고문으로 당선되었고, 대한독립촉성국민회 안동군 초대 위원장과 남조선과도입법의원에서 활동하면서 지역 사회에 많은 영향력을 행사하게 되었다. 안동교회는 대한예수교장로회(통합) 소속이며, 김광현 목사는 경안노회장과 예장통합 총회장을 지냈다. 김광현 목사는 미국 교회의 선교비를 받아 안동지역에 여러 학교를 설립하는데 조력하였으며, 이로 인하여 경안학원이 출범하게 되었다. 8대 담임목사인 김기수 목사도 예장통합 총회장을 지냈으며 경안노회장과 장로회신학대학교 이사장, 총회유지재단 이사장, 기독공보 이사장, 한국 기독교 총연합회 회장, 기독교사랑재단 이사장, 연세대학교와 서울여자대학교 이사로 재직하면서 예장통합 교단은 물론이며 한국교회 연합을 위하여 활발한 활동을 전개하였다. 현재는 9대 담임목사로 김승학 목사가 시무 중이며, 현 경안노회 유지재단 이사장과 영남신학대학교 이사 그리고 경안신학대학원대학교 교수로 재직 중이다.
안동교회는 김광현 상원로 목사와 김기수 원로목사 그리고 김승학 담임목사가 함께 교회를 이끌어 가면서 "3대 담임목사가 함께 사역하는 교회"로 알려졌으며 현재는 김광현 목사 2006년 별세, 김기수 목사가 2007년에 별세한 상태이다.

## 연혁
- 1909년 : 교회 설립
- 1911년 : 첫 세례
- 1911년 : 계명학원 설립
- 1911년 : 초가 11칸 예배당 신축
- 1913년 : 당회 조직
- 1919년 : 3·1 운동 참가
- 1921년 : 기독청년면려회 조직
- 1937년 : 석조 2층 예배당 신축
- 1959년 : 본당 증축 공사(연건평 400평)
- 1976년 : 경안노회 제100회 기념식 개최
- 1999년 : 《안동교회 90년사》 발간
- 2008년 : 100주년 기념관 기공

## 참고자료
- 《안동교회 90년사》. 안동시: 안동교회. 1999년 12월.